# Johannes Stadius
Johannes Stadius o Estadius (holandés: Jan Van Ostaeyen; francés: Jean Stade) (c. 1 de mayo de 1527 - 17 de junio de 1579), fue un astrónomo astrólogo y matemático flamenco. Fue uno de los más importantes autores de efemérides de finales del siglo XVI, en las que incluía las posiciones de los cuerpos astronómicos en función de fechas y horas.

## Vida
Su auténtico nombre era Jan Van Ostaeyen. Nació en la ciudad de Loenhout (actual Wuustwezel) (el apelativo Loennouthesius a veces anexado a su apellido latino hace referencia a su lugar natal), perteneciente al Ducado de Brabante. Stadius creció en la Schaliënhuis del viejo Dorpsstraat, una de las casas más antiguas de Loenhout (actualmente convertida en una taberna y restaurante). No se sabe mucho más de su juventud, además del hecho de que sus padres no estaban casados.
Después de formarse en la escuela latina de Brecht, estudió matemáticas, geografía, e historia en la Universidad Vieja de Leuven, donde uno de sus profesores fue Gemma Frisius. Después de completar sus estudios, pasó a ser profesor de matemáticas en su alma mater. En 1554 se mudó a Turín, ciudad en la que disfrutó del patrocinio del poderosos Duque de Saboya.
Posteriormente trabajó en Colonia, Bruselas y París. En París, sostuvo una disputa con el trigonometrista Maurice Bressieu de Grenoble, realizando predicciones astrológicas para la corte francesa. En sus Tabulae Bergenses (1560), Stadius se refiere a sí mismo como matemático real (de Felipe II de España) y como matemático del Duque de Saboya.

## Ephemerides
Durante su estancia en Bruselas Stadius publicó su primer trabajo, las Ephemerides novae et auctae, primero publicadas por el editor Arnold Birckmann de Colonia en 1554. Unas efemérides (en latín ephemeris, plural ephemerides; procedente de la palabra griega ephemeros, "diariamente"), tradicionalmente eran unas tablas que proporcionaban las posiciones (bien en una cuadrícula celeste; bien mediante su ascensión recta y declinación; o por su longitud a lo largo de la eclíptica zodiacal; sistema utilizado por los astrólogos), del Sol, la Luna, y los planetas en el cielo en un momento dado. En astrología, las posiciones son normalmente dadas para cualquier mediodía o medianoche, dependiendo de la efeméride particular que se esté utilizando.
Este trabajo postuló una conexión entre las matemáticas y la medicina, e influyó sobre Tycho Brahe y Nostradamus. Stadius había sido animado a publicar las Efemérides por su antiguo profesor Gemma Frisius. Frisius, en una carta escrita en 1555, instó a Stadius a que se librase del temor de ser acusado de creer en una Tierra en movimiento y en un Sol estacionario (como postulaba la teoría de Copérnico) o de abandonar las Tablas Alfonsinas de origen medieval, a favor de sus observaciones propias. En esta carta Frisius también le hacía mención de que el sistema ingeniado por Copérnico daba un mejor entendimiento de las distancias planetarias, así como de ciertas características del movimiento retrógrado de los planetas. Esta carta fue publicada en varias ediciones de las Efemérides.

## Muerte y legado
Stadius murió en París, donde está enterrado. Una inscripción en su epitafio indica que murió el 17 de junio de 1579 y que había vivido durante 52 años y casi 2 meses. Su fecha de nacimiento estimada del 1 de mayo de 1527 está basada en esta inscripción.

## Eponimia
- El cráter lunar Stadius lleva este nombre en su memoria.[4]

## Lecturas relacionadas
- Emalsteen, Jos (1927). Oudheid en Kunst. Brecht.
- Ernalsteen, Jozef A.U. Joannes Stadius Leonnouthesius 1527-1579. LZ Antwerpen-Brecht 938.1.
- Gingerich, Owen (1973). «From Copernicus to Kepler: Heliocentrism as Model and as Reality». Proceedings of the American Philosophical Society 117 (6): 513-522.
- Weyns, A.J. (1977). Vlaamse Stam 11. pp. 584-587.

- Datos: Q360685
- Multimedia: Joannes Stadius / Q360685